# Loligo vulgaris
Il calamaro (Loligo vulgaris Lamarck, 1798) in senso proprio, conosciuto anche come calamaro europeo o calamaro comune, è un mollusco cefalopode della famiglia Loliginidae.

## Etimologia
Il nome comune ha lo stesso etimo di "calamaio", dal greco kalamos (calamo), che da astuccio per le penne è passato a indicare nel medioevo il vasetto dell'inchiostro, con allusione quindi alla forma del mollusco e al secreto difensivo di colore nero che emette quando minacciato (analogo al nero di seppia).

## Descrizione

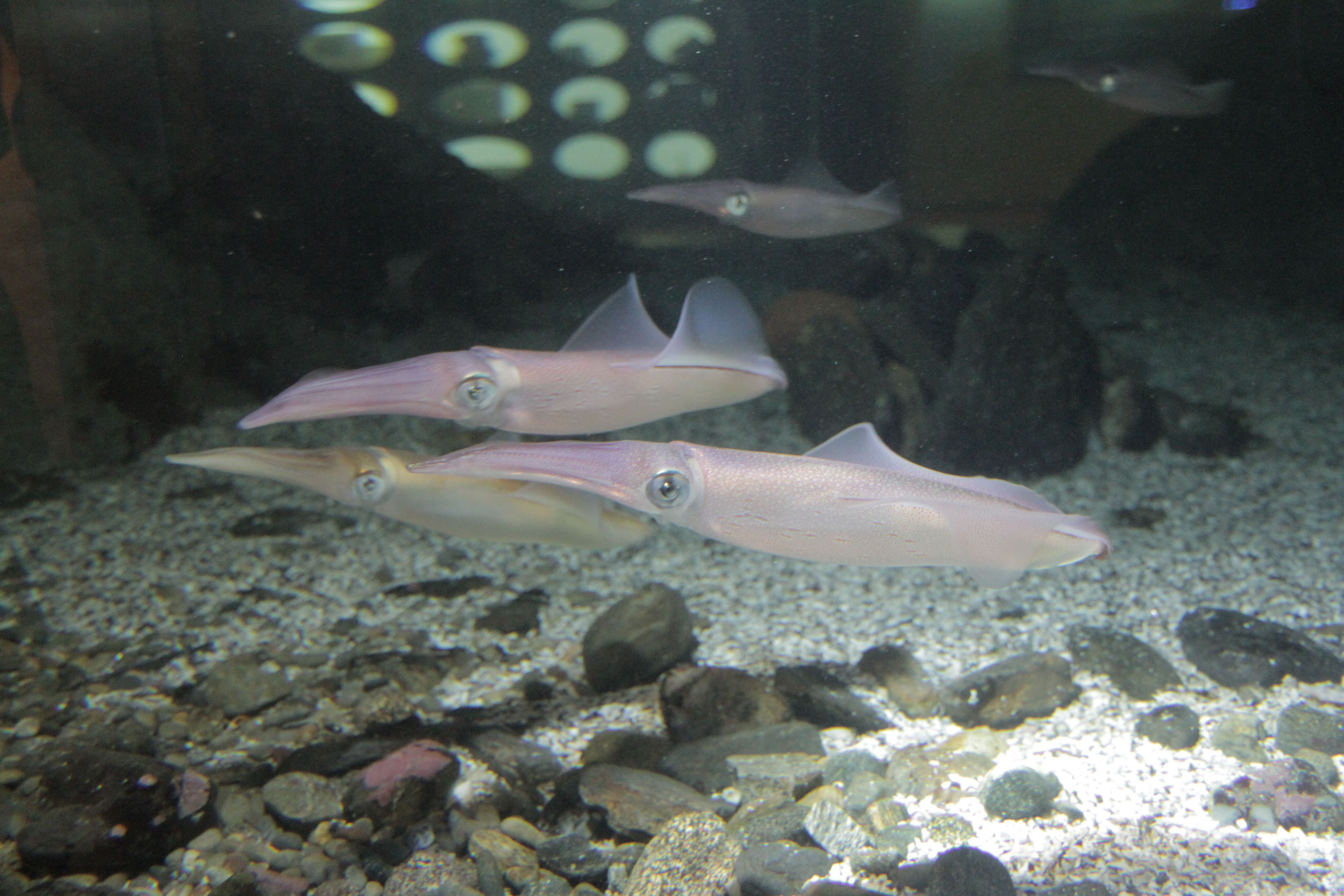
Un gruppo di calamari

Il calamaro europeo ha un corpo lungo, moderatamente snello e cilindrico che contiene una conchiglia interna (detta gladio o penna). Le pinne romboidali costituiscono i due terzi della lunghezza del mantello, sebbene la locomozione avvenga tramite propulsione a getto. Il bordo posteriore è leggermente concavo. La testa è relativamente piccola e ha grandi occhi ricoperti da una membrana trasparente. Come quasi tutti i calamari, questa specie possiede dieci arti che circondano la bocca e il becco: otto sono braccia relativamente corte, e due, i tentacoli, sono lunghi, poiché servono per catturare le prede. Il quarto braccio sinistro dei maschi è un ectocotilo. I calamari possono crescere fino a 30–40 cm di lunghezza del mantello, ma più spesso raggiungono i 15–25 cm. I maschi sono generalmente più grandi delle femmine e mostrano ritmi di crescita più rapidi. Il colore del calamaro europeo è grigio-trasparente o rossastro, a seconda dell'espansione dei cromatofori nel derma. I maschi hanno piccoli cromatofori sul mantello.

## Distribuzione e habitat
Il calamaro è una specie neritica, semidemersale, che compie migrazioni orizzontali e verticali distinte, a seconda dell'ambiente. L. vulgaris si trova in tutto il Mediterraneo e nell'Oceano Atlantico orientale dal Mare del Nord al Golfo di Guinea. Si trova a temperature comprese tra 13°C e 20°C, preferendo i 18°C. Nel Mare Adriatico, i calamari possono essere trovati su vari substrati, da quelli sabbiosi a quelli fangosi, mentre nelle acque britanniche si trovano principalmente nel Mare d'Irlanda, lungo la costa meridionale dell'Inghilterra e al largo della Scozia settentrionale. Questa specie vive dalla superficie fino a profondità di 500 m e viene estensivamente sfruttata dall'industria della pesca.

## Biologia
Questa specie si trova dalla superficie fino a circa 500 m di profondità, ma è più abbondante tra i 20 e i 250 m (più in profondità durante l'inverno). La popolazione dell'Atlantico nord-orientale trascorre l'inverno nelle acque più profonde al largo del Portogallo, quindi si sposta verso la costa della Francia in primavera, prima di migrare più a nord nel Mare del Nord nei mesi di maggio e giugno, dove depone le uova a profondità comprese tra 20 e 80 m. In autunno avviene una migrazione verso sud. Allo stesso modo, la popolazione al largo del Marocco e del Sahara occidentale trascorre l'inverno in acque più profonde al largo e si sposta verso la costa per deporre le uova in primavera e autunno. Il principale reclutamento giovanile avviene nei mesi di febbraio e marzo e tra luglio e settembre. Nel Mediterraneo occidentale, i calamari europei si spostano in acque più profonde nel tardo autunno; gli individui più grandi iniziano la migrazione costiera già a gennaio e febbraio, mentre gli individui più piccoli aspettano fino all'estate. La stagione riproduttiva si estende per gran parte dell'anno, ma culmina all'inizio dell'estate e all'inizio dell'autunno. Le femmine depongono fino a 20.000 piccole uova, che vengono depositate in ammassi gelatinosi tubolari contenenti decine di uova ciascuno. Questi ammassi vengono attaccati a detriti e altri oggetti solidi su fondali sabbiosi o fangosi. Il periodo di incubazione dipende dalla temperatura ed è compreso tra 25 giorni (a 22 °C) e 45 giorni (a 12-14 °C). La dimensione del maschio determina il numero (fino a 800) e la dimensione degli spermatofori. I maschi che si riproducono per la seconda volta solitamente ne trasportano più di quelli che si riproducono per la prima volta.

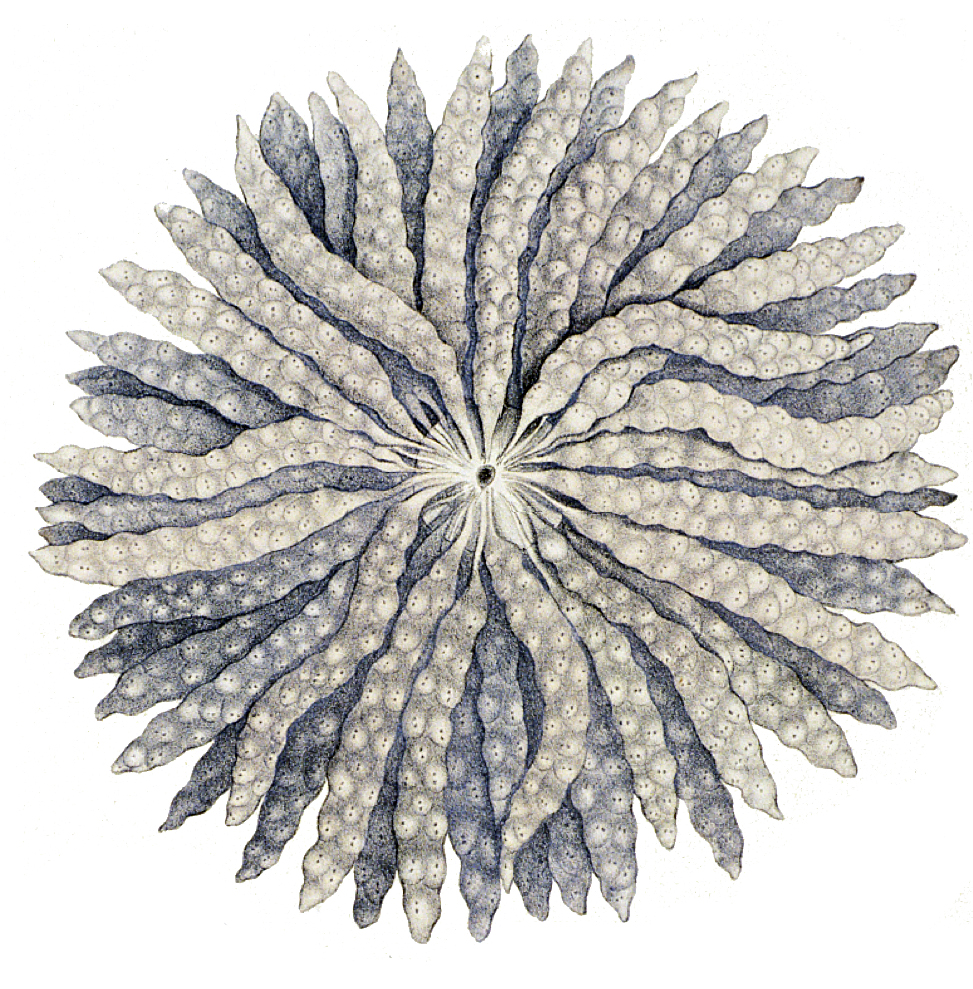
Uova
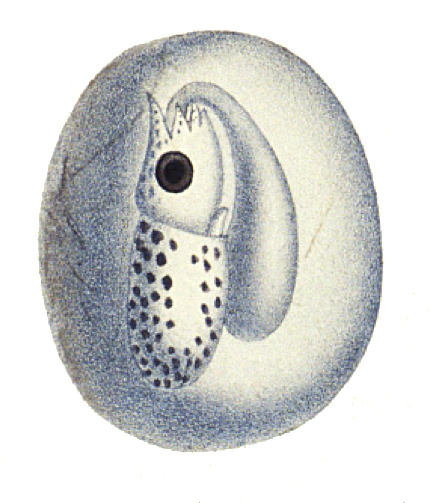
Embrione
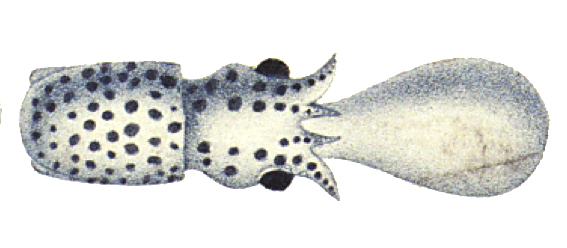
Embrione
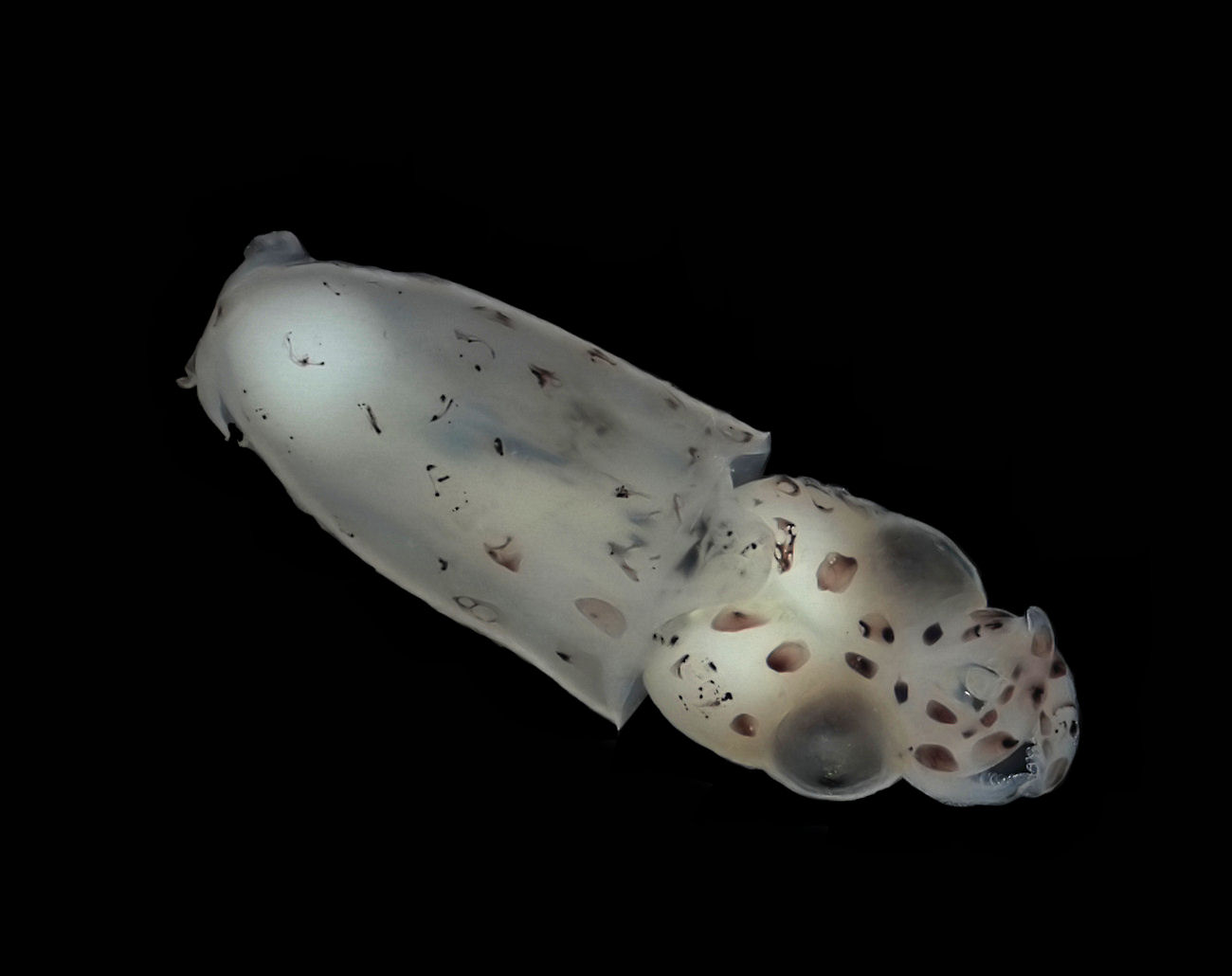
Giovane di calamaro

La crescita in entrambi i sessi dipende dalla temperatura ed è quindi più rapida in estate che in inverno; i maschi crescono più velocemente delle femmine. Nell'Atlantico, i giovani calamari nati a giugno raggiungono una lunghezza del mantello di circa 12 cm entro dicembre e raggiungono i 13 o 14 cm nell'aprile successivo. Entro agosto i maschi raggiungono una lunghezza del mantello di 17,5 cm e, se raggiungono l'aprile successivo, di 21 cm, contro i 17 cm delle femmine. L'aspettativa di vita è di 2 anni nelle femmine e di circa 3 anni nei maschi. I calamari europei sono predatori di pesci e crostacei. Il cannibalismo è comune.

### Parassiti
Spesso si rinvengono colonie infestanti di Anisakis.
Può presentare il copepode parassita Pennella varians.

## Uso culinario
Il calamaro europeo è una specie di valore commerciale. Viene catturato durante tutto l'anno nella pesca a strascico multispecie e, stagionalmente, nella pesca artigianale e ricreativa con una varietà di attrezzi.

Esistono diversi modi per preparare e cucinare i calamari. I calamari fritti sono comuni nei paesi del Mediterraneo.

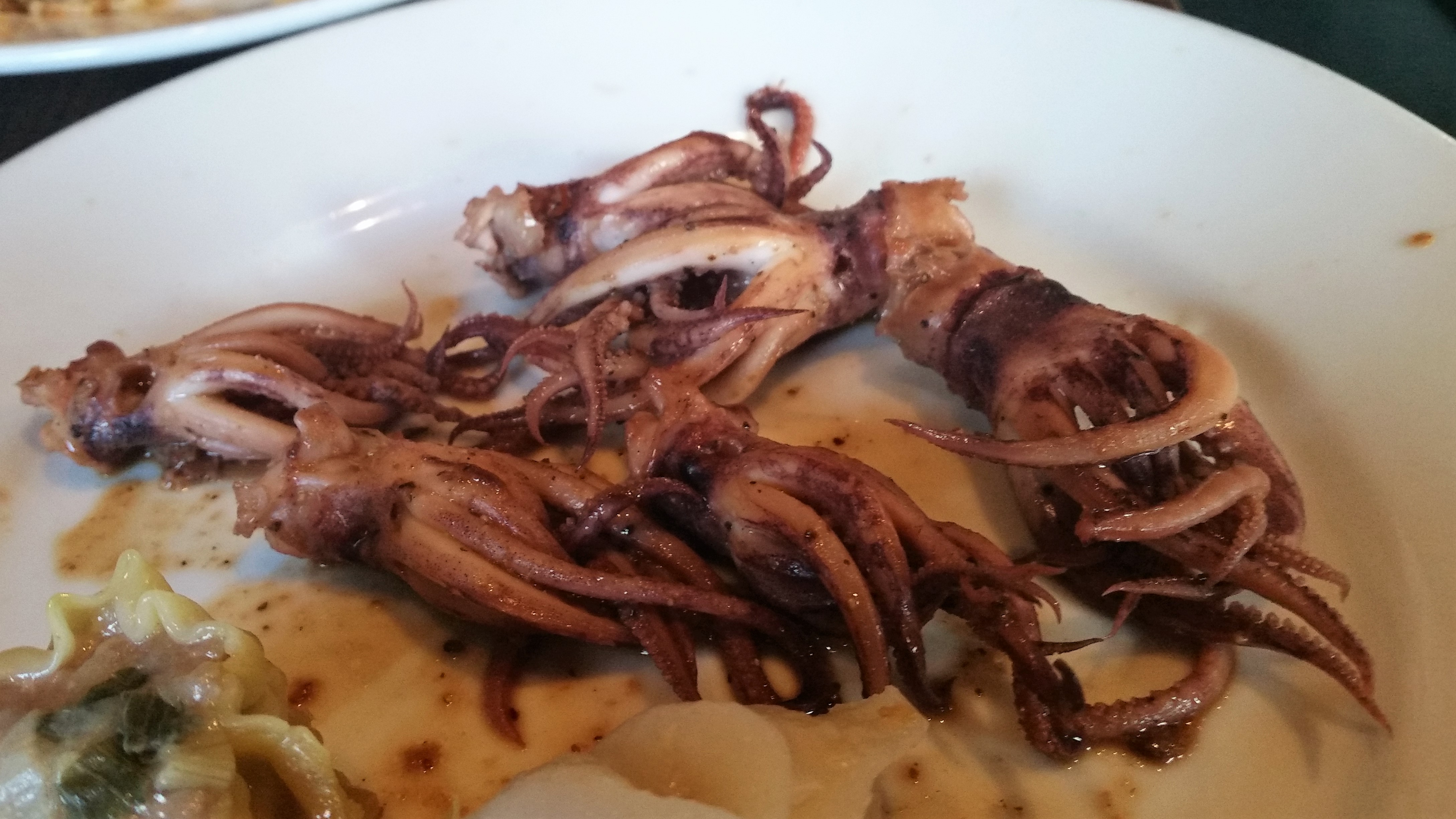
Calamari cotti
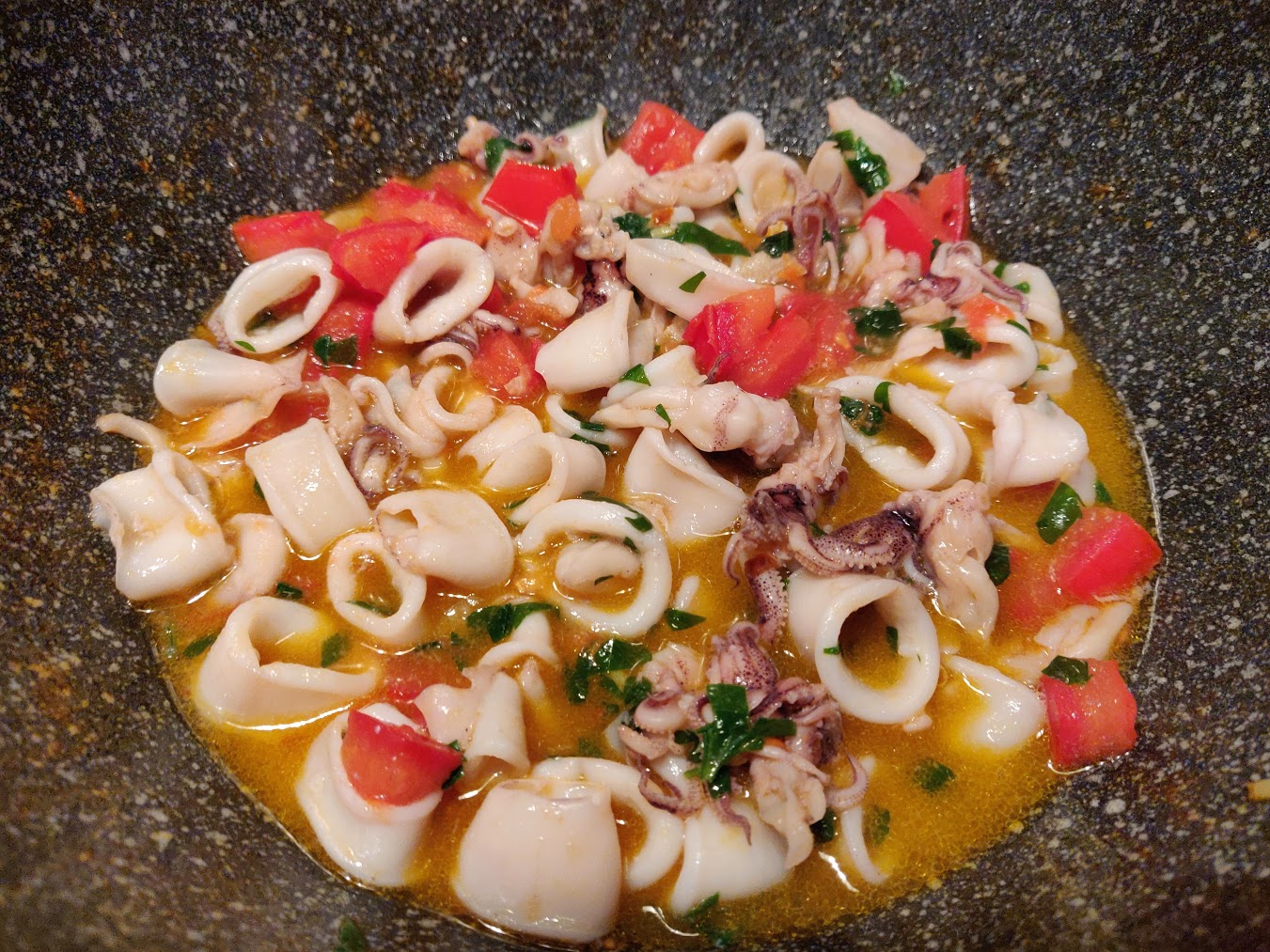
Calamarata
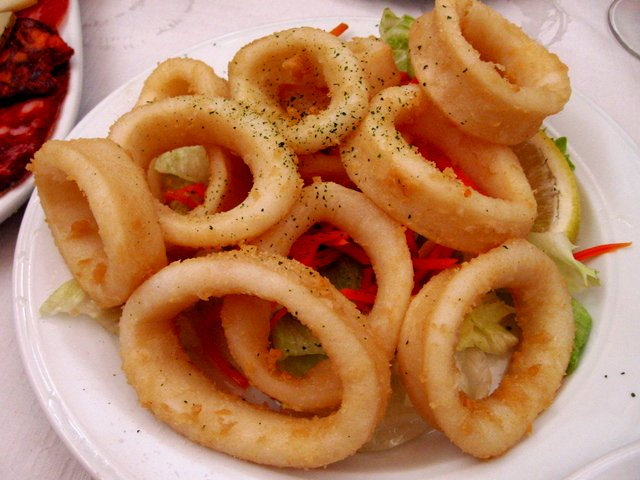
Calamari fritti

## Specie affini
A livello commerciale, la dizione "calamaro" senza aggettivi è consentita per due specie strettamente affini: Loligo vulgaris e Loligo forbesi. Volgarmente, quando serve distinguerle, le due specie sono indicate rispettivamente con i nomi di "calamaro comune" e "calamaro nordico".
Il genere Loligo comprende anche altre specie, tra cui Loligo reynaudii, il calamaro di Capo di Buona Speranza, che veniva in passato considerata una sottospecie del L. vulgaris.
In commercio è consentito indicare come calamari altre specie di generi affini, a condizione di far seguire alla parola "calamaro" una specificazione definita dal Mipaaf, p.es. "calamaro atlantico" (Doryteuthis ocula, Doryteuthis pealeii), "calamaro del Pacifico" (Doryteuthis opalescens, Heterololigo bleekeri, Loliolus beka, Loliolus japonicus, Uroteuthis chinensis, Uroteuthis sibogae) ecc. Molte di queste specie erano un tempo incluse nel genere Loligo (p.es. Doryteuthis opalescens sin. Loligo opalescens).